# LA BIERE DU PECHEUR
LA BIERE DU PECHEUR è un'opera letteraria di Tommaso Landolfi pubblicata nel 1953. Il titolo (in francese) dell'opera è scritto volutamente tutto in maiuscolo, quasi fosse un'insegna, e dunque può permettersi secondo le regole dell'ortografia francese di non portare accenti. Bière vuol dire sia "birra", sia "feretro" o "bara", mentre pêcheur vuol dire "pescatore", ma se fosse pécheur starebbe per "peccatore". Lo stesso autore nella breve premessa pone in evidenza la possibile ambigua interpretazione: "La birra del pescatore" o "La bara del peccatore" . L'opera, principalmente di natura diaristica, è comunque composita, poiché contiene vari inserti narrativi, alcune lettere che Landolfi dichiara di avere ricevuto e alcune parti dichiaratamente inventate, pur sotto forma di diario. Contiene inoltre diverse citazioni (da Balzac, Villiers de l'Isle-Adam e Gabriele D'Annunzio), allusioni parodiche (per esempio al Curzio Malaparte de La pelle), chiose metalinguistiche e aforismi di natura letteraria. Tutto ciò legato a un'idea dichiarata di "insufficienza" della letteratura rispetto alla vita.
L'atteggiamento di Landolfi nei confronti della scrittura diaristica è ben evidenziato da una frase contenuta nelle pagine iniziali del libro, dove si può cogliere un riferimento al punto di vista surrealista della scrittura automatica.

## Edizioni
- Vallecchi, Firenze, 1953.
- Longanesi, Milano, 1971.
- con prefazione di Edoardo Sanguineti e nota di Idolina Landolfi, Rizzoli, Milano, 1989. ISBN 8817663972
- in Opere I (1937-1959), a cura di Idolina Landolfi e con prefazione di Carlo Bo, Rizzoli, Milano, 1991. ISBN 8817663948
- a cura di Idolina Landolfi, Adelphi, Milano, 1999. ISBN 8845914755